# ستيفي براون
ستيفي براون (بالإنجليزية: Stevie Brown)‏ هو لاعب كرة قدم أمريكية أمريكي، ولد في 17 يوليو 1987 في دالاس في الولايات المتحدة.

## وصلات خارجية
- ستيفي براون على موقع مرجع كرة القدم المحترفة.كوم (الإنجليزية)